# Kowalki (Gołdap)
Kowalki (deutsch Kowalken, 1938 bis 1945 Beierswalde) ist ein Dorf in der polnischen Woiwodschaft Ermland-Masuren, das zur Stadt- und Landgemeinde Gołdap (Goldap) im Kreis Gołdap gehört.

## Geographische Lage
Kowalki liegt im Nordosten der Woiwodschaft Ermland-Masuren, elf Kilometer südlich der Kreisstadt Gołdap.

## Geschichte
Das kleine Dorf mit späterem Gut, das vor 1734 Konopken, nach 1785 Kowalcken und bis 1938 Kowalken hieß, erfuhr vor 1566 seine Gründung.
Von 1874 bis 1945 gehörte der Ort zum Amtsbezirk Altenbude (polnisch: Siedlisko) im Kreis Goldap im Regierungsbezirk Gumbinnen der preußischen Provinz Ostpreußen.
Kowalken zählte im Jahr 1910 insgesamt 156 Einwohner. Am 30. September 1928 wurden Teile des Dorfes ausgegliedert: das Gut Nossuten (polnisch: Nasuty) kam zu Friedrichswalde (polnisch: Cicholaski, nicht mehr existent), die Güter Gustavshöhe, Kowalken und Kreiswald wurden nach Glasau (Głażejewo, auch nicht mehr existent) eingemeindet.
Die Einwohnerzahl stieg bis 1933 auf 308 an und belief sich 1939 noch auf 275.
Im Zuge der nationalsozialistischen Umbenennungsaktion erhielt Kowalken am 3. Juni 1938 den Namen „Beierswalde“, was am 16. Juli 1938 amtlich bestätigt wurde.
In Kriegsfolge kam das Dorf 1945 mit dem gesamten südlichen Ostpreußen zu Polen und trägt seither die polnische Namensform „Kowalki“. Heute ist es eine Ortschaft im Verbund der Stadt- und Landgemeinde Gołdap im Powiat Gołdapski, bis 1998 der Woiwodschaft Suwałki, seitdem der Woiwodschaft Ermland-Masuren zugehörig.

## Religionen
Die vor 1945 mehrheitlich evangelische Bevölkerung Kowalkens resp. Beierswaldes war in das Kirchspiel der Kirche zu Grabowen (1938 bis 1945: Arnswald, polnisch: Grabowo) im Kirchenkreis Goldap innerhalb der Kirchenprovinz Ostpreußen der Kirche der Altpreußischen Union eingepfarrt. Die katholischen Kirchenglieder waren nach Goldap, damals im Bistum Ermland, hin orientiert.
Aufgrund von Flucht und Vertreibung der einheimischen Bevölkerung siedelten sich in Kowalki nach 1945 mehrheitlich Katholiken an, für die in Grabowo eine neue Pfarrei errichtet wurde, die zum Dekanat Gołdap im Bistum Ełk (Lyck) der Katholischen Kirche in Polen gehörte. Hier lebende evangelische Kirchenglieder gehören zur Kirchengemeinde in Gołdap, einer Filialgemeinde der Pfarrei in Suwałki in der Diözese Masuren der Evangelisch-Augsburgischen Kirche in Polen.

## Verkehr
Kowalki liegt an einer verkehrsreichen Nebenstraße, die Grabowo (Grabowen, 1938 bis 1945 Arnswald) an der polnischen Woiwodschaftsstraße DW 650 (einstige deutsche Reichsstraße 136) über die Seesker Höhe (polnisch: Wzgórza Szeskie) mit Pogorzel (Pogorzellen, 1906 bis 1945 Hegelingen) an der Landesstraße DK 65 (einstige Reichsstraße 132) verbindet.